# Lacconectus satoi
Lacconectus satoi är en skalbaggsart som beskrevs av Michel Brancucci 2003. Lacconectus satoi ingår i släktet Lacconectus och familjen dykare. Inga underarter finns listade i Catalogue of Life.